# Mágadhi nyelv
A mágadhi nyelv (Ardhamágadhi) a középind  prákrit nyelvekhez tartozik,  a három drámai prákrit nyelv egyike – a páli és a szanszkrit nyelv hanyatlása után az ősi India írásos nyelvei. A mágadhi prákrit nyelvet az Indiai szubkontinens keleti részén beszélték, a mai Kelet-India, Banglades és Nepál területein. Úgy tartják, hogy ezt a nyelvet beszélték jelentős vallási személyek, mint például Gautama Buddha vagy Mahávira és szintén ez volt a Mágadha királyság (a Mahádzsanapada királyságai közül az egyik) és a Maurja Birodalom udvarának nyelve. Ezen a nyelven írták Asóka király rendeletit.
A mágadhi  később beleolvadt az indoárja nyelvek keleti zónájába, köztük az  asszámi, bengáli, orija és a bihári nyelvek közé.